# Mutación silenciosa

Mutaciones

Las mutaciones silenciosas son mutaciones en el ADN que no tienen un efecto observable en el fenotipo del organismo. Son un tipo específico de mutación neutral. El término mutación silenciosa a menudo se usa indistintamente con mutación sinónima; sin embargo, las mutaciones sinónimas no siempre son silenciosas, ni viceversa. Las mutaciones sinónimas pueden afectar la transcripción, el empalme, el transporte de ARNm y la traducción, cualquiera de los cuales podría alterar el fenotipo, haciendo que la mutación sinónima no sea silenciosa. La especificidad del sustrato del ARNt con el codón raro puede afectar el momento de la traducción y, a su vez, el plegamiento co-traduccional de la proteína. Esto se refleja en el sesgo de uso de codones que se observa en muchas especies. Las mutaciones que hacen que el codón alterado produzca un aminoácido con una funcionalidad similar (por ejemplo, una mutación que produce leucina en lugar de isoleucina) a menudo se clasifican como silenciosas; si se conservan las propiedades del aminoácido, esta mutación generalmente no afecta significativamente la función de la proteína.

## Código genético
El código genético traduce secuencias de nucleótidos de ARNm a secuencias de aminoácidos. La información genética se codifica mediante este proceso con grupos de tres codones a lo largo del ARNm que se conocen comúnmente como codones. El conjunto de tres nucleótidos casi siempre produce el mismo polipéptido con algunas excepciones, como UGA, que generalmente sirve como codón de detención, pero también puede codificar triptófano en las mitocondrias de mamíferos. La mayoría de los aminoácidos están especificados por múltiples codones que demuestran que el código genético está degenerado; diferentes codones resultan en el mismo aminoácido. Los codones que codifican el mismo aminoácido se denominan sinónimos. Las mutaciones silenciosas son sustituciones de bases que no producen cambios en la funcionalidad de aminoácidos o aminoácidos cuando se traduce el ARN mensajero alterado (ARNm). Por ejemplo, si el codón AAA se altera para convertirse en AAG, el mismo aminoácido (lisina) se incorporará a la cadena peptídica. Esto generalmente ocurre porque vienen en "trillizos", por lo que un solo cambio de nucleótidos no tendrá ningún efecto sobre la proteína que se produce.
Las mutaciones a menudo están relacionadas con enfermedades o impactos negativos, pero las mutaciones silenciosas pueden ser extremadamente beneficiosas para crear diversidad genética entre las especies de una población. Las mutaciones de la línea germinal se transmiten del progenitor a la descendencia. Los científicos han pronosticado que las personas tienen aproximadamente 5 a 10 mutaciones mortales en sus genomas, pero esto es esencialmente inofensivo porque generalmente solo hay una copia de un gen malo en particular, por lo que las enfermedades son poco probables. Las mutaciones silenciosas también pueden ser producidas por inserciones o deleciones, que causan un cambio en el marco de lectura.
Debido a que las mutaciones silenciosas no alteran la función de la proteína, a menudo se tratan como si fueran evolutivamente neutrales. Se sabe que muchos organismos exhiben sesgos en el uso de codones, lo que sugiere que existe una selección para el uso de codones particulares debido a la necesidad de estabilidad traduccional. La disponibilidad de ARN de transferencia (ARNt) es una de las razones por las que las mutaciones silenciosas podrían no ser tan silenciosas como se cree convencionalmente.
Hay una molécula de ARNt diferente para cada codón. Por ejemplo, hay una molécula de ARNt específica para el codón UCU y otra específica para el codón UCC, que codifican para el aminoácido serina. En este caso, si hubiera mil veces menos ARNt de UCC que ARNt de UCU, entonces la incorporación de serina en una cadena de polipéptidos ocurriría mil veces más lentamente cuando una mutación hace que el codón cambie de UCU a UCC. Si el transporte de aminoácidos al ribosoma se retrasa, la traducción se llevará a cabo a una velocidad mucho más lenta. Esto puede resultar en una menor expresión de un gen particular que contiene esa mutación silenciosa si la mutación ocurre dentro de un exón. Además, si el ribosoma tiene que esperar demasiado para recibir el aminoácido, el ribosoma podría terminar la traducción prematuramente.

## Consecuencias estructurales

### Estructura primaria
Una mutación no anónima que ocurre a nivel genómico o transcripcional es una que da como resultado una alteración de la secuencia de aminoácidos en el producto proteico. La estructura primaria de una proteína se refiere a su secuencia de aminoácidos. Una sustitución de un aminoácido por otro puede afectar la función de la proteína y la estructura terciaria, sin embargo, sus efectos pueden ser mínimos o tolerados dependiendo de cuán estrechamente se correlacionen las propiedades de los aminoácidos involucrados en el intercambio. La inserción prematura de un codón de parada, una mutación sin sentido, puede alterar la estructura primaria de una proteína. En este caso, se produce una proteína truncada. La función de la proteína y el plegamiento dependen de la posición en la que se insertó el codón de parada y de la cantidad y composición de la secuencia perdida. 
Por el contrario, las mutaciones silenciosas son mutaciones en las que no se altera la secuencia de aminoácidos. Las mutaciones silenciosas conducen a un cambio de una de las letras en el código del triplete que representa un codón, pero a pesar del cambio de una sola base, el aminoácido que se codifica permanece sin cambios o con propiedades bioquímicas similares. Esto está permitido por la degeneración del código genético. 
Históricamente, se pensaba que las mutaciones silenciosas tenían poca o ninguna importancia. Sin embargo, investigaciones recientes sugieren que tales alteraciones en el código triplete afectan la eficiencia de traducción de proteínas y el plegamiento y función de proteínas.
Además, un cambio en la estructura primaria es crítico porque la estructura terciaria completamente plegada de una proteína depende de la estructura primaria. El descubrimiento se realizó a lo largo de una serie de experimentos en la década de 1960 que descubrieron que la RNasa reducida y desnaturalizada en su forma desplegada podría replegarse a la forma terciaria nativa.   La estructura terciaria de una proteína es una cadena polipeptídica completamente plegada con todos los grupos R hidrófobos plegados en el interior de la proteína para maximizar la entropía con interacciones entre estructuras secundarias como hojas beta y hélices alfa. Dado que la estructura de las proteínas determina su función, es fundamental que una proteína se doble correctamente en su forma terciaria para que la proteína funcione correctamente. Sin embargo, es importante señalar que las cadenas polipeptídicas pueden diferir enormemente en la estructura primaria, pero ser muy similares en la estructura terciaria y la función proteica.

### Estructura secundaria
Las mutaciones silenciosas alteran la estructura secundaria del ARNm. 
La estructura secundaria de las proteínas consiste en interacciones entre los átomos de la columna vertebral de una cadena polipeptídica, excluyendo los grupos R. Un tipo común de estructuras secundarias es la hélice alfa, que es una hélice a la derecha que resulta de enlaces de hidrógeno entre el n-ésimo residuo de aminoácido y el n+ cuarto residuo de aminoácido. El otro tipo común de estructura secundaria es la hoja beta, que muestra un giro a la derecha, puede ser paralela o antiparalela según la dirección de la dirección de los polipéptidos enlazados y consiste en enlaces de hidrógeno entre los grupos carbonilo y amino de la columna vertebral de dos cadenas polipeptídicas.
El ARNm tiene una estructura secundaria que no es necesariamente lineal como la del ADN, por lo que la forma que acompaña al enlace complementario en la estructura puede tener efectos significativos. Por ejemplo, si la molécula de ARNm es relativamente inestable, las enzimas del citoplasma pueden degradarla rápidamente. Si la molécula de ARN es muy estable y los enlaces complementarios son fuertes y resistentes al desempaquetado antes de la traducción, entonces el gen puede estar infraexpresado. El uso de codones influye en la estabilidad del ARNm.
Además, dado que todos los organismos contienen un código genético ligeramente diferente, sus estructuras de ARNm también difieren ligeramente, sin embargo, se han realizado múltiples estudios que muestran que todas las estructuras de ARNm plegadas correctamente dependen de la secuencia primaria de la cadena polipeptídica y que la estructura es mantenida por abundancias relativas de dinucleótidos en la matriz celular. También se ha descubierto que la estructura secundaria del ARNm es importante para procesos celulares como la estabilidad del transcrito y la traducción. La idea general es que los dominios funcionales del ARNm se pliegan entre sí, mientras que las regiones de los codones de inicio y de parada generalmente están más relajadas, lo que podría ayudar en la señalización del inicio y la terminación de la traducción.
Si el ribosoma que se aproxima se detiene debido a un nudo en el ARN, entonces el polipéptido podría tener tiempo suficiente para plegarse en una estructura no nativa antes de que la molécula de ARNt pueda agregar otro aminoácido. Las mutaciones silenciosas también pueden afectar el empalme o el control transcripcional. 

### Estructura terciaria
Las mutaciones silenciosas afectan el plegamiento y la función de las proteínas. Normalmente, una proteína mal plegada se puede replegar con la ayuda de chaperonas moleculares. El ARN típicamente produce dos proteínas comunes mal plegadas al tender a plegarse y atascarse en diferentes conformaciones y tiene dificultad para identificarse en la estructura terciaria específica favorecida debido a otras estructuras en competencia. Las proteínas de unión al ARN pueden ayudar a los problemas de plegamiento del ARN; sin embargo, cuando se produce una mutación silenciosa en la cadena del ARNm, estas chaperonas no se unen correctamente a la molécula y no pueden redirigir el ARNm al pliegue correcto.
Investigaciones recientes sugieren que las mutaciones silenciosas pueden tener un efecto sobre la estructura y actividad de las proteínas posteriores. El tiempo y la velocidad del plegamiento de las proteínas se pueden alterar, lo que puede provocar alteraciones funcionales.

## Investigación y aplicaciones clínicas
Las mutaciones silenciosas se han empleado como estrategia experimental y pueden tener implicaciones clínicas. 
Steffen Mueller, de la Universidad de Stony Brook, diseñó una vacuna viva para la poliomielitis en la que el virus se diseñó para que los codones sinónimos reemplazaran a los que ocurren naturalmente en el genoma. Como resultado, el virus aún podía infectar y reproducirse, aunque más lentamente. Ratones que fueron vacunados con esta vacuna y mostraron resistencia contra la cepa natural de polio. 
En los experimentos de clonación molecular, puede resultar útil introducir mutaciones silenciosas en un gen de interés para crear o eliminar sitios de reconocimiento para las enzimas de restricción. 
Los trastornos mentales pueden deberse a mutaciones silenciosas. Una mutación silenciosa hace que el gen del receptor de dopamina D2 sea menos estable y se degrade más rápido, subexpresando el gen. 
Una mutación silenciosa en el gen 1 de resistencia a múltiples fármacos (MDR1), que codifica una bomba de membrana celular que expulsa fármacos de la célula, puede ralentizar la traducción en una ubicación específica para permitir que la cadena de péptidos se doble en una conformación inusual. Por tanto, la bomba mutante es menos funcional. 
Las desviaciones de la sensibilidad al dolor promedio son causadas tanto por una mutación de ATG a GTG (no sinónima) como por una mutación de CAT a CAC (sinónimo). Estas dos mutaciones son compartidas por el gen de baja sensibilidad al dolor y alta sensibilidad al dolor. La sensibilidad al dolor baja tiene una mutación silenciosa adicional de CTC a CTG, mientras que la sensibilidad al dolor alta no la tiene y comparte la secuencia de CTC en esta ubicación con una sensibilidad al dolor promedio.
| LPS | APS | HPS |
| --- | --- | --- |
| CAC | CAT | CAC |
| CTG | CTC | CTC |
| GTG | ATG | GTG |

### Gen 1 de resistencia a múltiples fármacos
Alrededor del 99,8% de los genes que sufren mutaciones se consideran silenciosos porque el cambio de nucleótidos no cambia el aminoácido que se traduce. Aunque se supone que las mutaciones silenciosas no tienen ningún efecto sobre el resultado fenotípico, algunas mutaciones demuestran lo contrario, como el gen 1 de resistencia a múltiples fármacos. MDR1 codifica la glicoproteína P que ayuda a eliminar las drogas en el cuerpo. Se localiza en los intestinos, hígado, páncreas y cerebro. MDR 1 se encuentra en los mismos lugares en los que se encuentra CYP3A4, que es una enzima que ayuda a eliminar toxinas o medicamentos del hígado y los intestinos. Las mutaciones silenciosas como MDR 1 expresan un cambio en la respuesta fenotípica. Un estudio realizado en ratones mostró que cuando no tenían suficiente gen MDR 1, su cuerpo no reconocía el fármaco ivermectina o ciclosporina, lo que lleva a la creación de toxinas en sus cuerpos. 
MRD1 tiene más de cincuenta polimorfismos de un solo nucleótido (SNP) que son cambios en la secuencia de bases de nucleótidos. En MDR1, el gen exón 26 que representa 3535C puede mutar a 3535T, que luego cambia el ARN de transferencia a uno que no se ve a menudo, lo que lleva a cambios en el resultado durante la traducción. Este es un ejemplo de cómo algunas mutaciones silenciosas no siempre son silenciosas. Se ha estudiado que los genes de resistencia a múltiples fármacos en el exón 26 C3435T, el exón 21 G2677T/A y el exón 12 C1236T tienen SNP que ocurren al mismo tiempo, lo que hace que la "función" fenotípica cambie. Esto sugiere una dependencia del haplotipo entre el exón 26 y otro exón que tiene polimorfismos. Por ejemplo, efavirenz y nelfinavir son dos tipos de medicamentos que ayudan a disminuir la infección por VIH en el cuerpo de una persona. Cuando el SNP del exón 26 se acopla con otros exones de SNP, los fármacos tienen menos probabilidades de mantener la infección por VIH. Aunque, cuando se expresan los nucleótidos TT en el exón 26, el paciente tiene una concentración más baja del virus, pero cuando el genotipo se transforma en CC o CT, la infección puede extenderse normalmente dejando al gen MDR 1 casi indefenso. Estos cambios en las bases del exón 26 para MDR 1 muestran una correlación entre las mutaciones del gen MDR 1 y la capacidad de los fármacos antirretrovirales para suprimir la infección por VIH. 
El exón 26 también se ha estudiado para determinar si es dependiente del haplotipo o no. La presencia del SNP del exón 26 cambia las funciones fenotípicas cuando se empareja con la presencia de mutaciones de los exones 12 y 21. Pero cuando actúa solo, no afecta tanto el resultado fenotípico. Un ejemplo de dependencia del haplotipo del exón 26 se ve cuando se analiza la quimioterapia. Dado que MDR 1 elimina los medicamentos de nuestras células, se han utilizado inhibidores para bloquear la capacidad de MRD 1 para eliminar los medicamentos, lo que permite que los medicamentos beneficiosos como la quimioterapia y los inmunosupresores ayuden al cuerpo a recuperarse de manera más eficiente. MDR1 tiene diferentes proteínas que ayudan a exiliar estos medicamentos específicos de las células cancerosas. El verapamilo y la ciclosporina A son inhibidores frecuentes de la MDR 1. Desafortunadamente, cuando C3435T se muta con una mutación del exón 12 o del exón 21 (o si las tres mutaciones ocurren al mismo tiempo creando un haplotipo), es menos probable que los inhibidores debiliten la función de MDR1. Múltiples genes mutados silenciosos tienden a ser más resistentes contra estos inhibidores. 
En cuanto al nivel molecular, la razón por la que C3435T en el exón 26 del gen MDR 1 no es silencioso es por el ritmo al que los aminoácidos se traducen en proteínas. Las estructuras secundarias del ARNm se pueden plegar, lo que significa que diferentes codones corresponden a diferentes plegamientos del ARNm. Por ejemplo, cuando el exón 26 cambia ATC a ATT, ambos codones producen el mismo aminoácido, pero el ATC se ve con más frecuencia que el codón de mutación. Como consecuencia, cambia la cantidad de tiempo que tarda el ribosoma en producir su confirmación proteica. Esto conduce a una estructura de proteína diferente de la forma habitual de la proteína que conduce a diferentes funciones de la proteína.
Otras razones detrás de la "mutación silenciosa" de MDR1 ocurren en el ARN mensajero. En el ARNm, los codones también funcionan como potenciadores del empalme de exones. Los codones deciden cuándo cortar los intrones basándose en el codón que está leyendo en el ARNm. Los codones mutados tienen un mayor riesgo de cometer un error al empalmar intrones fuera de la secuencia de ARNm, lo que conduce a la producción de exones incorrectos. Por lo tanto, realizar un cambio en el ARN mensajero maduro. Las mutaciones en el gen 1 de resistencia a múltiples fármacos muestran cómo las mutaciones silenciosas pueden tener un efecto sobre el resultado del fenotipo. 

## Otras lecturas
- Mueller S, Coleman JR, Wimmer E (March 2009). «Putting synthesis into biology: a viral view of genetic engineering through de novo gene and genome synthesis». Chemistry & Biology 16 (3): 337-47. PMC 2728443. PMID 19318214. doi:10.1016/j.chembiol.2009.03.002. «By large-scale computer-aided redesign of the viral genome we engineered hundreds of silent mutations into poliovirus. ... We termed this process of perturbing intrinsic viral genome biases by synthetic genome re-design SAVE for Synthetic Attenuated Virus Engineering».